# Gloniella moliniae
Gloniella moliniae är en svampart som först beskrevs av De Not., och fick sitt nu gällande namn av Pier Andrea Saccardo 1883. Gloniella moliniae ingår i släktet Gloniella och familjen Hysteriaceae.   Inga underarter finns listade i Catalogue of Life.